# Hungarohydracaridae
Famille
Taxons de rang inférieur
- Balcanohydracarinae
- Hungarohydracarinae

Les Hungarohydracaridae sont une famille d'acariens de l'ordre des Trombidiformes, du sous-ordre des Prostigmata, de la cohorte des Anystina, de l'hypo-ordre des Parasitengona et de la super-famille des Arrenuroidea.

## Liste des genres
Selon GBIF (31 octobre 2024) :
- Balcanohydracarus Motas & Tanasachi, 1948
- Bharatohydracarus Cook, 1967
- Cubanohydracarus Orghidan & Gruia, 1980
- Hungarohydracarus Motas & Tanasachi, 1946
- Hungarohydracarus Szalay, 1943

## Systématique
Le nom valide de ce taxon est Hungarohydracaridae Motaș (d) & Tanasachi (d), 1959,.
Hungarohydracaridae a pour synonymes :
- Hungarohydracharidae
- Ungarohydracaridae